# Palacio de Cristal

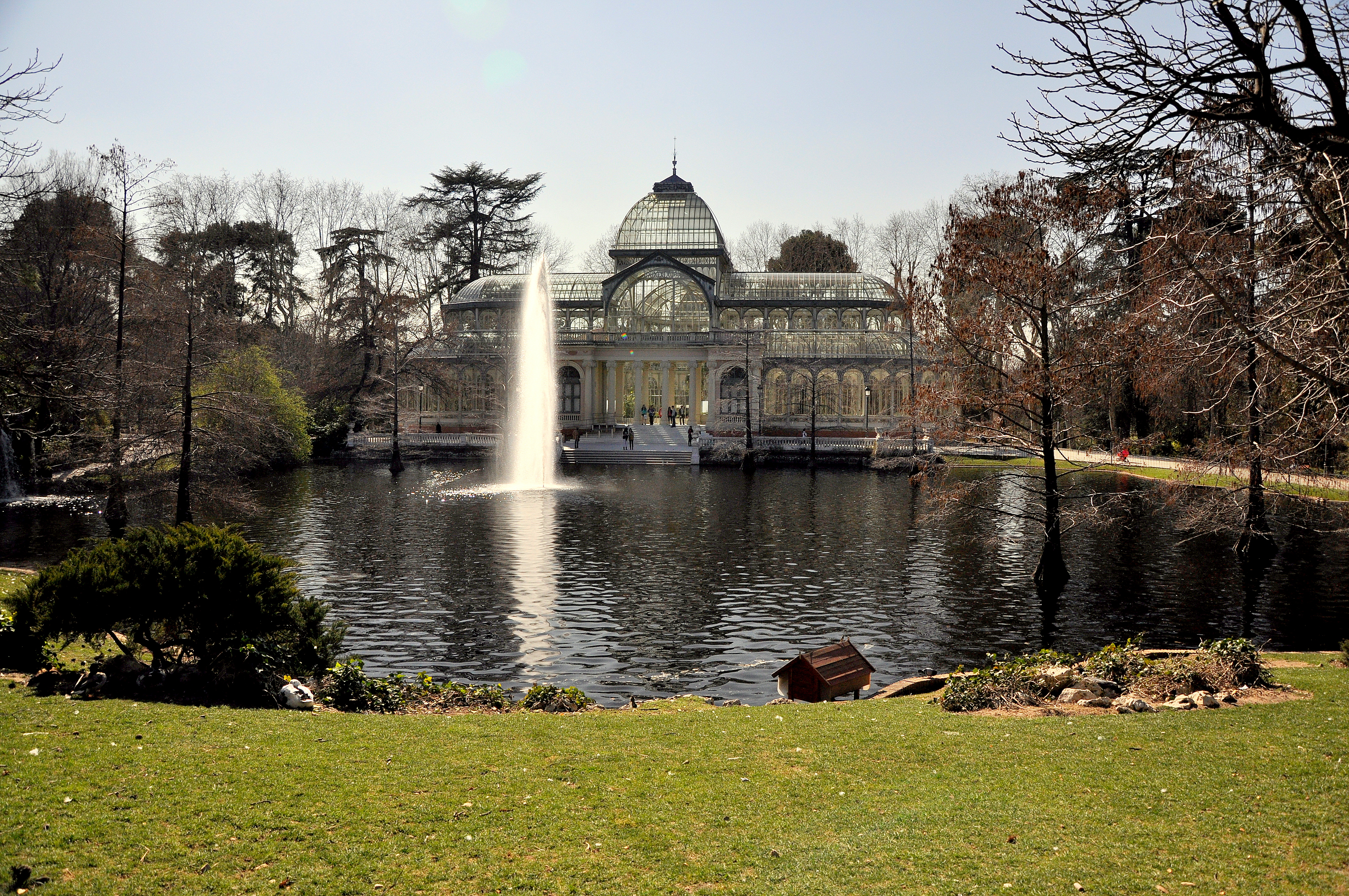
Het Palacio de Cristal

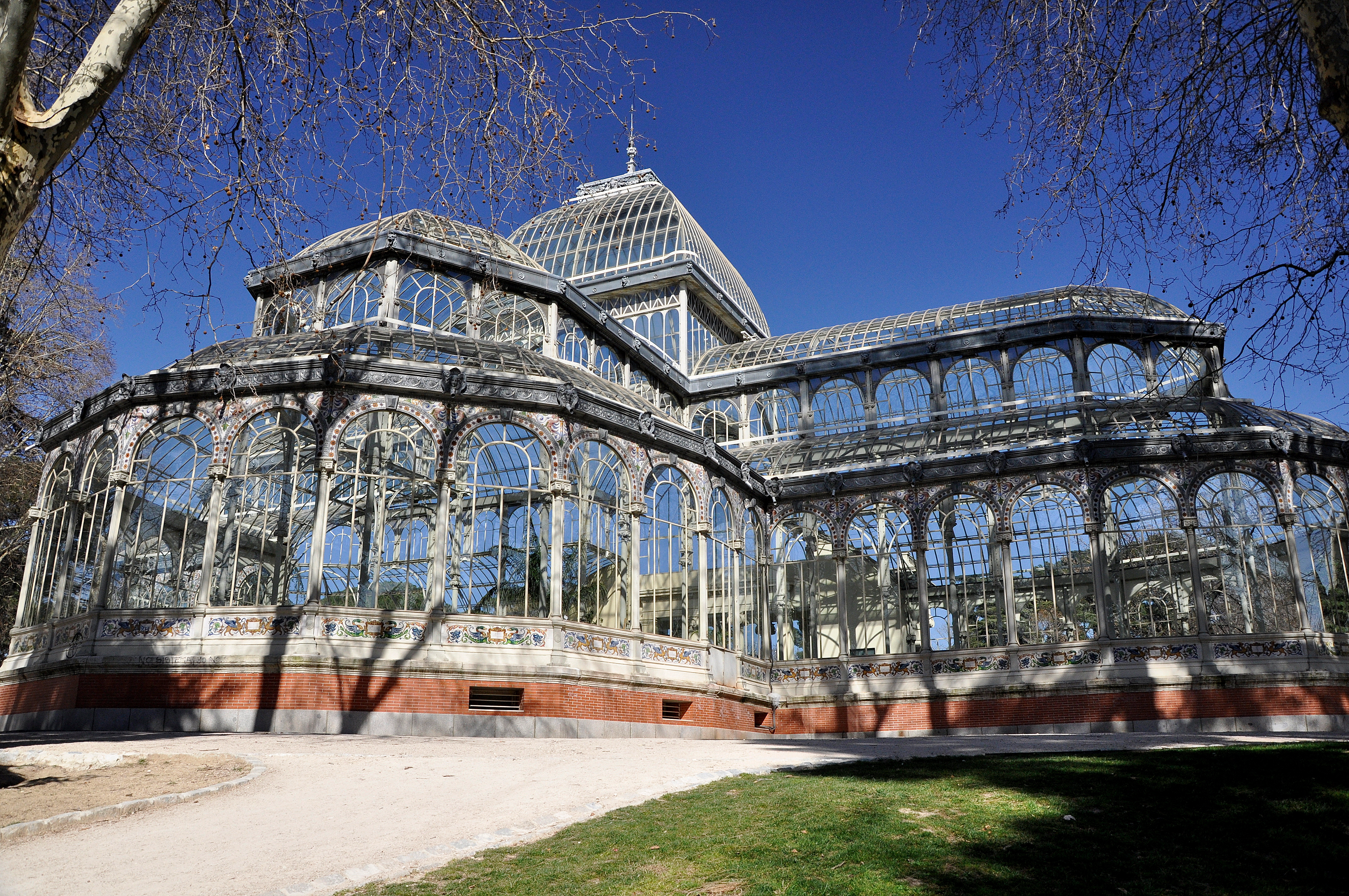
De achterzijde

Het Palacio de Cristal (kristallen paleis) is een gebouw in het Parque del Buen Retiro in de Spaanse hoofdstad Madrid.
Het werd gebouwd door architect Ricardo Velázquez Bosco die zich liet inspireren door het intussen verdwenen Crystal Palace van Joseph Paxton te Londen. 
Het ontwerp is van 1887 en het werd gebouwd om tropische planten uit de Filipijnen tentoon te stellen. Het ijzeren geraamte staat op een bakstenen voet. Dit paleis is ook bekend omwille van zijn weerspiegeling in de vijver.